# 城堡广场波尔图宫
波尔图宫（Palazzo Porto in Piazza Castello）是意大利北部威尼托大区维琴察省维琴察城堡广场的一座宫殿。它是安德烈亞·帕拉弟奧为波尔图家族成员在维琴察设计的两座宫殿之一，另一座是为伊塞普波·波尔图设计的波尔图宫。它建于1571年后不久，只完成了一部分。至于为什么赞助人，亚历山德罗·波尔图没有继续建造，原因不明。

## 建筑
城堡广场波尔图宫显示了帕拉弟奧罗马之行的影响。它面向宽阔的广场，其宏伟的规模，意图主宰这个大型的开放空间，显示在城市的地位，并与广场上的其他家族竞争。 

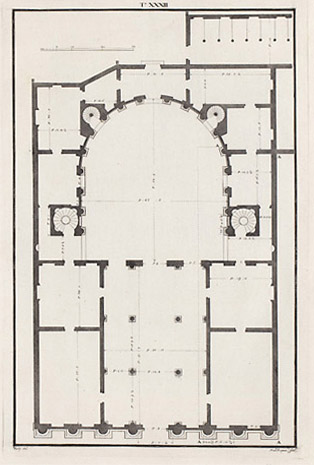
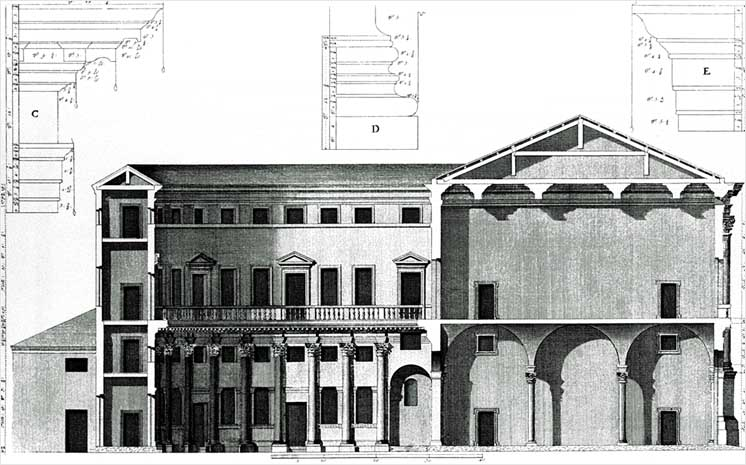

## 保护
1994年，联合国教科文组织将其列为世界遗产。